# Масалитинов, Владимир Александрович
Владимир Александрович Масалитинов (16 марта 1891 — 29 мая 1961) — штабс-ротмистр 5-го драгунского Каргопольского полка, герой Первой мировой войны.
Командир полка в Персидской казачьей дивизии — генерал Персидской армии. Участник Гражданской войны в России на стороне Белого движения, участник боевых действий Персидской армии против большевиков.

## Ранние годы  и Великая война
Из потомственных дворян Курской губернии. Уроженец Псковской губернии.
Окончил Орловский Бахтина кадетский корпус (1908) и Елисаветградское кавалерийское училище (1911), откуда выпущен был корнетом в 5-й драгунский Каргопольский полк. Весной 1914 года направлен на Офицерские теоретические курсы авиации им. В.В. Захарова при Санкт-Петербургском политехническом институте в составе 6-й группы (ЦГИА СПб, ф. 478, оп. 7, д. 4, лист 1-5). После окончания курсов вернулся в полк.
В Первую мировую войну вступил в рядах каргопольских драгун. Произведен в поручики 10 сентября 1914 года «за выслугу лет». Пожалован Георгиевским оружием
За то, что в бою у м. Кракиново, 25 апреля 1915 года, по собственному почину, с явной опасностью для жизни, во главе своего взвода бросился на колонну неприятельской конницы из 2-х эскадронов, довел атаку до удара холодным оружием и, изрубив 40 неприятельских всадников, обратил остальных в бегство.
Произведен в штабс-ротмистры 20 марта 1916 года.
В 1917 году переведён в Персидскую казачью дивизию офицером-инструктором, подполковник. Выдвинулся до должности командира полка – генерала иранской армии. Участник Белого движения в Закавказье и иранском Прикаспии – с полком участвовал в боях против большевиков, в частности, против матросского отряда Фёдора Раскольникова.
В 1921 году, по настоянию англичан, все 120 русских офицеров Персидской казачьей дивизии были уволены из иранской армии. Через Британскую Индию выехал в Болгарию, впоследствии – во Францию и Германию. После Второй мировой войны переехал в Бразилию.
Скончался 29 мая 1961 года в Сан-Паулу. Был женат на Татьяне Николаевне Дантал (1901–2001).

## Награды
- Орден Святой Анны 4-й ст. с надписью «за храбрость» (ВП 15.04.1915)
- Орден Святого Станислава 3-й ст. с мечами и бантом (ВП 25.08.1915)
- Георгиевское оружие (ВП 23.01.1917)
- Орден Святой Анны 3-й ст. с мечами и бантом (ПАФ 21.04.1917)